# Осетровидный лорикариевый сом
Оceтровидный лорикариевый сом (лат. Hemiodontichthys acipenserinus) — вид лучепёрых рыб из семейства кольчужных сомов, единственный представитель рода сомов-гемиодонтихтисов (Hemiodontichthys). Научное название рода происходит от греч. hemi — «половина», греч. odous — «зубы» и греч. ichthys — «рыба».

## Описание
Общая длина достигает 13,4 см. Голова умеренно большая. Рыло тонкое, кончик имеет треугольную форму. На морде у самца есть слаборазвитые одонтоды (кожаные зубчики). Глаза небольшие. Рот представляет собой своеобразную присоску. На верхней челюсти отсутствуют зубы. Туловище удлинённое, стройное (виды из Амазонки стройнее, чем виды из Парагвая). Хвостовой стебель тонкий. Спинной плавник умеренно длинный. Жировой плавник отсутствует. Грудные плавники большие и широкие. Хвостовой плавник короткий, широкий.
Окраска светло-коричневая, с мелкими контрастными пятнышками.

## Образ жизни
Это донная рыба. Предпочитает пресную воду, встречается только на песчаных грунтах. Не любит сильное течение. Днём прячется в песке, полностью или частично зарывшись. Активна в сумерках или ночью. Питается червями и мелкими ракообразными.

## Размножение
Самец вынашивает икру на нижней губе, создавая вентиляцию. Молодь выходит из-под опеки самца на 6 день, после появления из икры.

## Распространение
Обитает в бассейнах рек Эссекибо, Ояпок и Парагвай.

## Содержание в аквариуме
Подходит не очень высокий аквариум — 30—35 см — с большой площадью дна от 150 литров. На дно насыпают мелкий песок белого или жёлтого цвета без острых частиц слоем от 3—4 см. Как декорации можно поместить в водоём пару ветвистых коряг и больших камней.
Неагрессивные сомики. Содержат группой от 3 штук. Соседями могут быть другие неагрессивные виды кольчужных сомов. Едят живой корм соответствующего размера, берут заменитель живого — фарш из морепродуктов. Из технических средств понадобится внутренний фильтр средней мощности, компрессор. Температура содержания должна составлять 22—26 °C.